# Ach Lumal
Ach Lumal är en ort i Mexiko.   Den ligger i kommunen Ocosingo och delstaten Chiapas, i den sydöstra delen av landet, 800 km öster om huvudstaden Mexico City. Ach Lumal ligger 797 meter över havet och antalet invånare är 119.
Terrängen runt Ach Lumal är kuperad. Runt Ach Lumal är det glesbefolkat, med 16 invånare per kvadratkilometer. Närmaste större samhälle är San Antonio las Delicias, 5,5 km nordväst om Ach Lumal. I omgivningarna runt Ach Lumal växer i huvudsak städsegrön lövskog.